# Lo spaventapasseri (film 1920)
Lo spaventapasseri (The Scarecrow) è un film del 1920 diretto da Edward F. Cline e Buster Keaton. In Italia il film uscì con il titolo Saltarello sfortunato. Fa parte della serie dei Buster, ventuno cortometraggi prodotti dallo stesso Keaton dopo la separazione da Fatty.

## Trama
Il contadino Buster e un suo coinquilino si contendono la figlia di un contadino. Dopo che Buster viene inseguito dal cane di questo, quando in realtà l'animale voleva solo fare amicizia, prende la ragazza e la porta via per sposarla, inseguiti dal rivale e dal padre di lei. I due vengono sposati da un prete che era finito per caso sul mezzo col quale i due stavano fuggendo. Finiti in acqua col mezzo di trasporto, gli innamorati divengono marito e moglie.

## Considerazioni
Il film è diviso in due parti: nella prima, come è stato scritto, viene presentata «una delle prime case meccanizzate di Keaton, che Buster condivide con il corpulento Joe Roberts, e che si burla dell’automazione fordista e dell’edilizia postbellica, tesa a economizzare gli spazi»; nella seconda, in assenza di Arbuckle, è di scena Luke, il suo bull terrier, che da vita ad un concitato inseguimento.